# NGC 1755
NGC 1755 (другое обозначение — ESO 56-SC28) — рассеянное скопление в созвездии Золотой Рыбы. Входит в состав Большого Магелланова Облака. Открыто Джеймсом Данлопом в 1826 году.
Этот объект входит в число перечисленных в оригинальной редакции «Нового общего каталога».
25 % звёзд скопления принадлежат к синей области главной последовательности, а остальные 75 % — к красной. Предположительно, звёзды NGC 1755 родились быстро вращающимися.
NGC 1755 имеет размер 120 световых лет в поперечнике.